# 昂古萊姆的伊莎貝爾
昂古萊姆的伊莎貝爾（法語：Isabelle d'Angoulême，約1187年—1246年6月4日），英格蘭王后，約翰王的妻子。
她的父親是昂古萊姆伯爵艾默，母親是法國國王路易六世的孫女考特尼的愛麗絲(Alice of Courtenay)。伊莎貝爾當時以美貌著稱。1200年時她原本許配給比其年長20多歲的呂西尼昂的休九世(Hugh IX "le Brun" of Lusignan )為續弦，但約翰王得知消息後便強娶其為續弦，此舉也造成主宰英國在法國地區領土的呂西尼昂家族反叛。
她與約翰王共有五個孩子，長子為日後繼承英格蘭國王的亨利三世。1217年約翰王死後一年多，伊莎貝爾便拋棄她與約翰王所生的五個孩子，回到法國擔任領地昂古萊姆的領主。
1220年，為了敉平呂西尼昂家族長久以來的不滿，伊莎貝爾原先計畫將她與約翰王的大女兒瓊安嫁給前未婚夫休九世，時年30餘歲的兒子呂西尼昂的休十世，但休十世看到美貌未減的伊莎貝爾後，立即回絕了迎娶不到10歲的瓊安的計畫，決定改為迎娶年紀相仿的伊莎貝爾。瓊安則在1221年，安排與蘇格蘭國王亞歷山大二世結婚。而前未婚夫休九世，則在1219年第五次十字軍東征的達米埃塔戰役中陣亡。
由於她與休十世的婚姻未經英國國會認可，英國國會沒收她的諾曼第領地做為懲罰。然而伊莎貝爾以扣留長女瓊安做為要脅，在顧及與蘇格蘭王國的關係後，英國國會事後以德文郡四年的稅收及3,000英鎊養老金當成補償。
而由於她被當時的人們認為是「虛榮、任性、反復無常的」，當時代的人們以及後來的作家聲稱，1241年被傳喚對其領土昂古萊姆的所有權者，法國國王路易九世的弟弟土魯斯的阿爾方斯效忠時，被太后卡斯蒂利亞的布蘭卡公開揶揄並冷落。此舉導致身為時任英國國王生母的伊莎貝爾唆使其子英國國王亨利三世及呂西尼昂家族反抗法國國王。
1244年，她因教唆廚師毒殺路易九世未遂而逃至豐特夫羅修道院躲藏，並在1246年6月4日去世。

## 家庭
1200年，伊莎貝爾和約翰王結婚，兩人共有2子3女：
1. 亨利（1207年—1272年），英格蘭國王
2. 理查（1209年—1272年），康瓦爾伯爵，1257年被選為德意志國王
3. 瓊安（英语：Joan of England, Queen of Scotland）（1210年—1238年），蘇格蘭王后
4. 伊莎貝拉（1214年—1241年），神聖羅馬皇后
5. 艾蕾諾爾（1215年—1275年），萊斯特伯爵夫人

1220年，伊莎貝爾和呂尼西昂的休十世結婚，兩人共有5子4女：
1. 休十一世（英语：Hugh XI of Lusignan）（1221年—1250年），拉馬爾凱伯爵和昂古萊姆伯爵。
2. 艾梅（1222年—1260年），溫徹斯特主教。
3. 阿嘉莎（Agatha de Lusignan，約1223年—1269年4月7日之後），與沙托魯的領主紀堯姆·德·肖維尼（Guillaume II de Chauvigny）結婚。
4. 愛麗絲（英语：Alice de Lusignan, Countess of Surrey）（Alice de Lusignan，1224年—1256年2月9日），1247年與第六代薩里伯爵約翰·德·瓦雷納（英语：John de Warenne, 6th Earl of Surrey）結婚。
5. 蓋伊 (1225年—1249年或1269年)，Couhe、Cognac 和 Archiac 的領主，於1249年在第二次男爵戰爭的劉易斯戰役（英语：Battle of Lewes）中陣亡。但英國劉易斯地區的議員兼作家的Tufton Beamish，堅稱他在戰後逃到了法國並在1269才死去。
6. 傑佛瑞（約1226年–1274年），雅爾納克的領主，於1259年與沙泰勒羅的子爵夫人珍妮·德·沙泰勒羅（Jeanne de Chatellerault）結婚。
7. 伊莎貝拉（英语：Isabella of Lusignan）（約1226年/1227年—1299年），在1244年莫里斯四世之前與克拉翁領主(1224年—1250年) 第一次結婚，她有婚外情；她第二次嫁給了第二次十字軍東征的名將傑佛瑞·德·蘭孔(Geoffrey de Rancon)的後代。
8. 威廉（英语：William de Valence, 1st Earl of Pembroke）（1228年—1296年），第一任彭布羅克伯爵。
9. 瑪格麗特 (約1229年—1288年)，1243年與圖盧茲伯爵雷蒙七世結婚。